# Gloria Castilla
Gloria Castilla fue una actriz de cine y teatro argentina.

## Carrera
Castilla fue una improvisada actriz de reparto dramática que se destacó en algunos films argentino durante la época dorada cinematográfica. Brilló en la década del '50 con primeras figuras como Pedro López Lagar, Mecha Ortiz, Fanny Navarro, Golde Flami, Nathán Pinzón, Alfredo Almanza, la vedette Maruja Montes, Erika Machovek, entre otros.
Su paso fugaz por el ambiente artístico finalizó a fines de los 50's.

## Filmografía
- 1950: Marihuana
- 1952: Marido de ocasión
- 1953: El vampiro negro[2]
- 1954: El abuelo[3]